# Jorge Iriarte Franco
Jorge Iriarte Franco (Cáseda, Navarra, 15 de enero de 1964) es un catedrático y neurólogo español. Doctor en Medicina y Cirugía por la Universidad de Navarra (1994). Especialista en Neurología, Neurofisiología Clínica, y trastornos del sueñoes miembro del Comité Médico Internacional de Lourdes.

## Biografía
Jorge Iriarte nació en la localidad navarra de Cáseda (1964). Concluidos sus estudios básicos en el colegio de las Hijas de la Caridad (Sangüesa), se licenció en Medicina en la Universidad de Navarra. Durante el MIR se especializó en Neurología en la Clínica Universidad de Navarra y en Neurofisiología clínica en el Hospital Virgen del Camino de Pamplona. Después de haber obtenido el doctorado en la Universidad de Navarra (1994) se trasladó a Chicago, donde realizó un Fellowship clínico en Epilepsia y Neurofisiología en el Rush Medical Center de Chicago (1994-1996) bajo la dirección de Frank Morrell y Andrés M. Kanner.
Finalizada su formación en Estados Unidos, regresó a España (octubre de 1996), donde compaginó su actividad asistencial e investigadora en la Clínica Universidad de Navarra y en el Centro de Investigación Médica Aplicada, con tareas docentes en la Facultad de Medicina. Tras obtener la cátedra en la Universidad de Navarra, fue vicedecano, responsable de investigación y estudios de posgrado (2008-2010) y decano de la facultad de medicina (2010-2014). En su tiempo como decano impulsó la docencia en simulación médica y la internacionalización tanto con prácticas en otros países, como la promoción para atraer alumnos internacionales.
Después de ser decano, estudió teología y fue ordenado sacerdote en 2019. Desde entonces es capellán de la Clínica Universidad de Navarra, además de atender otras tareas pastorales y docentes.
Sus investigaciones se han centrado en el tratamiento de la epilepsia, los trastornos del sueño y la electroencefalografía, especialmente en temas como la catatrenia, las pseudocrisis y el análisis de componentes independientes. Ha publicado cuatro libros y más de 120 artículos en revistas científicas, incluidas Brain, Neurology, Sleep, Epilepsia entre otras. Somnólogo acreditado por la European Sleep Research Society en 2012 y por la Sociedad Española de estudio del sueño en 2014.
También es revisor de revistas —Neurology, Sleep, Epilepsia, Movement disorders o Clinical Neurophysiology— y miembro del comité editorial de las publicaciones Neurología y Revista de Neurología.

## Premios
Ha recibido los siguientes premios, otorgados por la Sociedad Española de Neurología (SEN):
- Premio Década del Cerebro en Esclerosis Múltiple (1994)
- Premio al mejor trabajo sobre epilepsia publicado en 2003
- Premio al mejor trabajo sobre epilepsia publicado en 2004-5
- Premio al mejor trabajo sobre epilepsia publicado en 2006

## Publicaciones

### Libros publicados
• Manual of Electroencephalography, A. Gil-Nagel, J. Parra, J. Iriarte, A.M. Kanner (editores), McGraw-Hill, Madrid, 2002.
   • Manual de neurofisiología clínica, Artieda, Iriarte. Editorial Panamericana, 2021.
   • Electroencefalografía del adulto: Atlas bilingüe español-inglés basado en casos clínicos, Iriarte, Urrestarazu, Alegre, Artieda, Elsevier, 2011.
   • Epilepsia en esquemas, J. Parra, J. Iriarte,  Ars médica, 2017.

### Artículos destacados
• When induction protocols should be used in the diagnosis of paroxysmal events?, J. Parra, J. Iriarte, A.M. Kanner, A. Gil-Nagel. Epilepsia, 1998; 39 (8): 863-867.
   • Psychiatric and neurologic predictors of psychogenic pseudoseizure outcome, A. M. Kanner, J. Parra, M. Frey, G. Stebbins,  S. Pierre–Louis, J. Iriarte. Neurology, 1999; 53: 933-941.
   • The fatigue Descriptive Scale (FDS): a useful tool to evaluate fatigue in Multiple Sclerosis, J. Iriarte, G. Katsamakis, P. de Castro.  Multiple Sclerosis 1999; 5- 10-16.
   • Gamma-band phase clustering and photosensitivity: Is there an underlying mechanism common to photosensitive epilepsy and visual perception?, J. Parra, S. Kalitzin, J. Iriarte, W. Blanes, D. Velis, F. Lopes da Silva. Brain 2003, 126: 1164-1172.
   • Independent component analysis  removing artifacts in ictal recordings, E. Urrestarazu, J. Iriarte, M. Alegre, M. Valencia, C. Viteri,  J. Artieda, Epilepsia 2004, 45 (9): 1071-1078.
   •  Increased sympathetic and decreased parasympathetic cardiac tone in patients with sleep related alveolar hypoventilation, J. Palma, J. López, E.Urrestarazu, S. Fernández, M. Alegre, J. Artieda, J. Iriarte. Sleep, 2013, 36 (6): 933-940.
   • Coupling between beta and high-frequency activity in the human subthalamic nucleus may be a pathophysiological mechanism in Parkinson's disease, Jon López-Azcarate, Mikel Tainta, María Cruz Rodríguez-Oroz, Miguel Valencia, Rafael González, Jorge Guridi, Jorge Iriarte, José Obeso, Julio Artieda, Manuel Alegre. J Neurosci. 12 de mayo de 2010; 30 (19): 6667-6677.
   • Sleep loss as risk factor for neurologic disorders: a review, Palma JA, Urrestarazu E, Iriarte J. Sleep Med. 2013 Mar; 14 (3): 229-236.